# Traición (obra de teatro)
Traición (Betrayal en su título original) es una obra de teatro en nueve escenas del dramaturgo británico Harold Pinter, estrenada en 1978.

## Argumento
La narración se desarrolla en orden cronológico inverso entre 1977 y 1968. La obra se centra en la doble vida de Emma, casada con Robert, que durante años ha mantenido una relación sentimental con Jerry, agente literario y el mejor amigo de este.

## Representaciones destacadas
- National Theatre, Londres, 15 de noviembre de 1978. Estreno.[2]
  - Dirección: Peter Hall.
  - Intérpretes: Penelope Wilton (Emma), Michael Gambon (Jerry), Daniel Massey (Robert).

- Trafalgar Theatre, Broadway, Nueva York, 1980.
  - Dirección: Peter Hall.
  - Intérpretes: Blythe Danner (Emma), Raul Julia (Jerry), Roy Scheider (Robert).

- Théâtre Montparnasse, París, 1982. (Trahisons).
  - Dirección: Raymond Gérôme.
  - Intérpretes: Caroline Cellier (Emma), André Dussollier (Jerry), Sami Frey (Robert).

- American Airlines Theatre, Broadway, Nueva York, 2000.[3]
  - Dirección: David Leveaux.
  - Intérpretes: Juliette Binoche (Emma), Liev Schreiber (Jerry), John Slattery (Robert).

- Théâtre de l'Atelier, París, 2000.
  - Dirección: David Leveaux.
  - Intérpretes: Marianne Basler (Emma), Bernard Yerlès (Jerry), Philippe Volter (Robert).

- Moma Teatre, Valencia, 2002. (En catalán, Traïció)
  - Dirección: Xavier Albertí
  - Intérpretes:  Lina Lambert (Emma), Jordi Collet (Jerry), Pep Tosar (Robert).

- Donmar Warehouse, Londres, 2007.
  - Dirección: Roger Michell.
  - Intérpretes: Dervla Kirwan (Emma), Toby Stephens (Jerry), Samuel West (Robert).

- Teatro Español, Madrid, 2011.[4]
  - Dirección: María Fernández Ache.
  - Intérpretes: Cecilia Solaguren (Emma), Alberto San Juan (Nico), Will Keen (Robert).

- Comedy Theatre, Londres, 2011.
  - Dirección: Ian Rickson.
  - Intérpretes: Kristin Scott Thomas (Emma), Douglas Henshall (Jerry), Ben Miles (Robert).

- Piccolo Eliseo, Roma, 2011. (Tradimenti).
  - Dirección: Andrea Renzi.
  - Intérpretes: Nicoletta Braschi (Emma), Enrico Ianniello (Jerry), Tony Laudadio (Robert).

- Ethel Barrymore Theatre, Broadway, Nueva York, 2013.
  - Dirección: Mike Nichols.
  - Intérpretes: Rachel Weisz (Emma), Rafe Spall (Jerry), Daniel Craig (Robert).

- Teatro Helénico, Ciudad de México,2012.
  - Dirección: Enrique Singer.
  - Intérpretes: Marina de Tavira (Emma), Juan Manuel Bernal (Jerry), Bruno Bichir (Robert).

- El Picadero, Buenos Aires, 2013.
  - Dirección: Ciro Zorzoli.
  - Intérpretes: Paola Krum (Emma), Daniel Hendler (Jerry), Diego Velázquez (Robert).

- Jacobs Theatre , Broadway, Nueva York, 2019.
  - Dirección: Jamie Lloyd.
  - Intérpretes: Zawe Ashton (Emma), Charlie Cox (Jerry), Tom Hiddleston (Robert).